# Mykolas Römeris

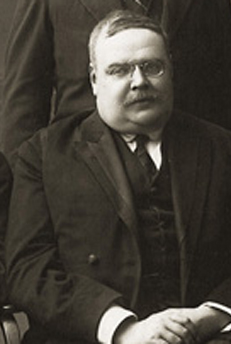
Mykolas Romeris (1930)

Mykolas Römeris (* am 7. Mai 1880 in Bagdoniškis, Rayon Rokiškis, Russisches Kaiserreich; † 22. Februar 1945 in Vilnius, Litauische SSR) war ein litauischer Verfassungsrechtler und Professor für Verfassungsrecht an der Universität Kaunas und Universität Vilnius sowie Richter.

## Leben
Mykolas Römeris (polnisch: Michał Pius Römer, deutsch: Michael von Römer) stammte aus der baltendeutschen, in Teilen polonisierten Adelsfamilie Römer. Er absolvierte das Jurastudium an der Juristischen Fakultät der Universität Sankt-Petersburg sowie der Universität Krakau und Universität Paris. Obwohl der polnischen Kultur entstammend, entschied er sich nach 1920 beim Aufbau des litauischen Staates mitzuwirken und war als Professor der Litauischen Universität in Kaunas und ab 1939 in Vilnius tätig. Er gilt als Mitbegründer des litauischen Verfassungsrechts. Darüber hinaus war er Richter im Bezirksgericht und am Vyriausiasis Tribunolas (Oberstes Gericht). In den Jahren 1932, 1938 und 1939 fungierte er in insgesamt vier Fällen als Ad-hoc-Richter am Ständigen Internationalen Gerichtshof in Den Haag.
Die Mykolas-Romeris-Universität in Vilnius trägt seit 2004 seinen Namen.

## Schriften (Auswahl)
- Reprezentacija ir mandatas.
- Administracinis teismas.
- Konstitucinės ir teismo teisės pasieniuose.
- Lietuvos konstitucinės teisės paskaitos.
- Valstybė ir jos konstitucinė teisė (paskaitų ciklas).

## Auszeichnungen
- Gedimino ir Vytauto Didžiojo antrojo laipsnio ordinai
- Latvijos trijų Žvaigždžių antrojo laipsnio ordinas
- Prancūzijos Garbės legiono karininkas.